# Washington and Lee University
La Washington and Lee University è un'università privata di arti liberali situata a Lexington, nello stato americano della Virginia.

## Storia
L'università fu fondata nel 1749 dagli immigrati protestanti dell'Irlanda del Nord con il nome di Augusta Academy; nel 1776 cambiò il nome in Liberty Hall Academy in omaggio alla rivoluzione americana.
In seguito a una donazione di 20 000 $ da parte di George Washington, nel 1796 l'istituto prese il nome di Washington Academy e nel 1813 divenne il Washington College.
Nel 1870, alla morte di Robert Edward Lee, presidente del college dal 1865, l'istituto prese il nome di Washington and Lee University.